# Erich Brandenberger
Adolf Robert Erich Brandenberger (Augsburg, 15 juli 1892 - Bonn, 21 juni 1955) was een Duitse officier en General der Panzertruppe tijdens in de Tweede Wereldoorlog. Hij was een drager van het Ridderkruis van het IJzeren Kruis met Eikenloof.

## Biografie
Tijdens de Eerste Wereldoorlog diende Brandenberger als officier bij het Königlich Bayerisches 6. Feldartillerie-Regiment „Prinz Ferdinand von Bourbon, Herzog von Calabrien“  (vrije vertaling: 6e Beierse Veldartillerie Regiment). Hij begon de Tweede Wereldoorlog als chef van de generale staf van het 13e Legerkorps (16 september 1939 - 15 februari 1941) op de Westwall. Hij voerde het bevel over de 8e Pantserdivisie (20 februari 1941 - 17 januari 1943), het 59e Legerkorps (17 januari - 15 maart 1943) en het 29e Legerkorps (21 mei 1943 - 30 juni 1944) aan het oostfront.
Eind 1944 en begin 1945 werd hij mit der Führung beauftragt (m. d. F. b.) (vrije vertaling: met het leiderschap belast) van het 7. Armee  (7e Leger) aan het Westfront tijdens het Duitse Ardennenoffensief (Von Runstedtoffensief). Hij gaf zich op 6 mei 1945 over aan de Amerikaanse troepen onder leiding van Edward H. Brooks als bevelhebber van het 19e leger in Innsbruck.

## Militaire carrière
- Fahnenjunker: 1 augustus 1911[1]
- Fähnrich: 7 maart 1912[1]
- Leutnant: 25 oktober 1913[1]
- Oberleutnant: 17 januari 1917[1]
- Hauptmann: 1 januari 1923[1]
- Major: 1 februari 1932[1]
- Oberstleutnant: 1 juli 1934[1]
- Oberst: 1 augustus 1936[1]
- Generalmajor: 1 augustus 1940[1][4]
- Generalleutnant: 1 augustus 1942[1][4]
- General der Artillerie 1 augustus 1943[4] hernoemd in General der Panzertruppe: 8 november 1943[1][4]

## Onderscheidingen
- Ridderkruis van het IJzeren Kruis met Eikenloof (nr.324) op 12 november 1943 als General der Panzertruppe en Kommandierender General van het 29e Legerkorps/ 6e Leger / Heeresgruppe Süd[1][4][5]
- Ridderkruis van het IJzeren Kruis (nr.357) op 15 juli 1941 als Generalmajor en Commandant van de 8e Pantserdivisie / 56e Gemotoriseerde Korps / 4e Pantserleger / Heeresgruppe Mitte[1][4][5]
- Herhalingsgesp bij IJzeren Kruis 1939, 1e Klasse (15 mei 1940[1][5]) en 2e Klasse (24 december 1939[1][5])
- IJzeren Kruis 1914, 1e Klasse (7 september 1916[1]) en 2e Klasse (21 oktober 1914[1])
- Erekruis voor Frontstrijders in de Wereldoorlog[1][5]
- Orde van Militaire Verdienste (Beieren), 4e Klasse met Zwaarden en Kroon op 3 september 1918[1]
- Ereteken van de Duitse Verdedigingswal op 22 november 1940[1][5]
- Gewondeninsigne 1918 in zwart[1]
- Medaille Winterschlacht im Osten 1941/42[1][5] in 1942
- Dienstonderscheiding van Leger en Marine, 1e Klasse (25 dienstjaren)[1][5]
- Medaille ter Herinnering aan de 13e Maart 1938
- Hij werd eenmaal genoemd in het Wehrmachtsbericht. Dat gebeurde op 18 februari 1944[5][6]